# 方中林
方中林（1912年8月—），又名子昂，原籍安徽省无为县红庙乡。中国人民解放军大校。
早年参加抗日战争，并担任新四军第七师供给部副部长，1949年，任第三野战军第二十五军后勤部部长，华东军区后勤部营房部副部长，华东军区后勤部营房部部长。1955年9月被授予大校军衔。1956年9月，历任南京军区后勤部营房部部长，南京军区后勤部财务部部长，南京军区后勤部第十三分部部长，南京军区后勤部第十四分部部长。